# (73219) 2002 JB24
(73219) 2002 JB24 – planetoida z pasa głównego asteroid okrążająca Słońce w ciągu 4,11 lat w średniej odległości 2,57 j.a. Odkryta 8 maja 2002 roku.